# دم‌آتشی الماسی
دم‌آتشی الماسی (نام علمی: Stagonopleura guttata) نام یک گونه از سرده دم‌آتشی‌ها است.